# 蒙自石蝴蝶
蒙自石蝴蝶（学名：Petrocosmea iodioides）为苦苣苔科石蝴蝶属下的一个种。

## 扩展阅读
- 維基物種上的相關：蒙自石蝴蝶